# Монфорте-де-ла-Сьєрра
Монфорте-де-ла-Сьєрра (ісп. Monforte de la Sierra) — муніципалітет в Іспанії, у складі автономної спільноти Кастилія-і-Леон, у провінції Саламанка. Населення — 101 особа (2010).

## Географія
Муніципалітет розташований на відстані близько 200 км на захід від Мадрида, 65 км на південний захід від Саламанки.

## Населення
Динаміка населення (INE ):

## Персоналії

### Уродженці
- Феліпе Маїльо Салгадо — історик.